# El Remei (Vic)
|  | Aquest article tracta sobre el barri de Vic. Si cerqueu l'església de la mateix ciutat, vegeu «convent del Remei». |

El Remei és un barri al sud de la ciutat de Vic que forma part de l'espai conegut com a Vic-Sud. El barri està delimitat entre la Carretera de la Guixa, l'Avinguda dels Països Catalans i el Passeig de la Generalitat. És una de les parts més densament poblades de la ciutat. Una part del barri, la del carrer del Remei, és considerat com a nucli històric de Vic perquè connecta amb aquest fins al nucli emmurallat passant pel Carrer de Sant Pere. El pont gòtic que hi ha per a travessar el riu Mèder era l'entrada a la ciutat de Vic des de Barcelona l'any 1274. El que hi ha ara és del segle xiv.
L'església del Remei, que dona nom al barri, va ser construïda com a convent l'any 1685 dedicada a la Mare de Déu del Remei. Durant el segle xviii s'hi van establir els franciscans que van construir l'actual església del Remei. Aquest barri ha acollit a gran part de les persones immigrades durant les acaballes del segle XX i principis del XXI a la ciutat. El primer gran procés d'acollida es va viure a partir dels anys cinquanta amb persones que provenien de poblacions del voltant de la capital d'Osona i altres que provenien de diferents parts d'Espanya. En el darrer procés, a partir dels anys noranta, l'origen de les famílies era de diferents llocs del món (Àfrica i Àsia), sobretot de zones empobrides.

## Morfologia urbana

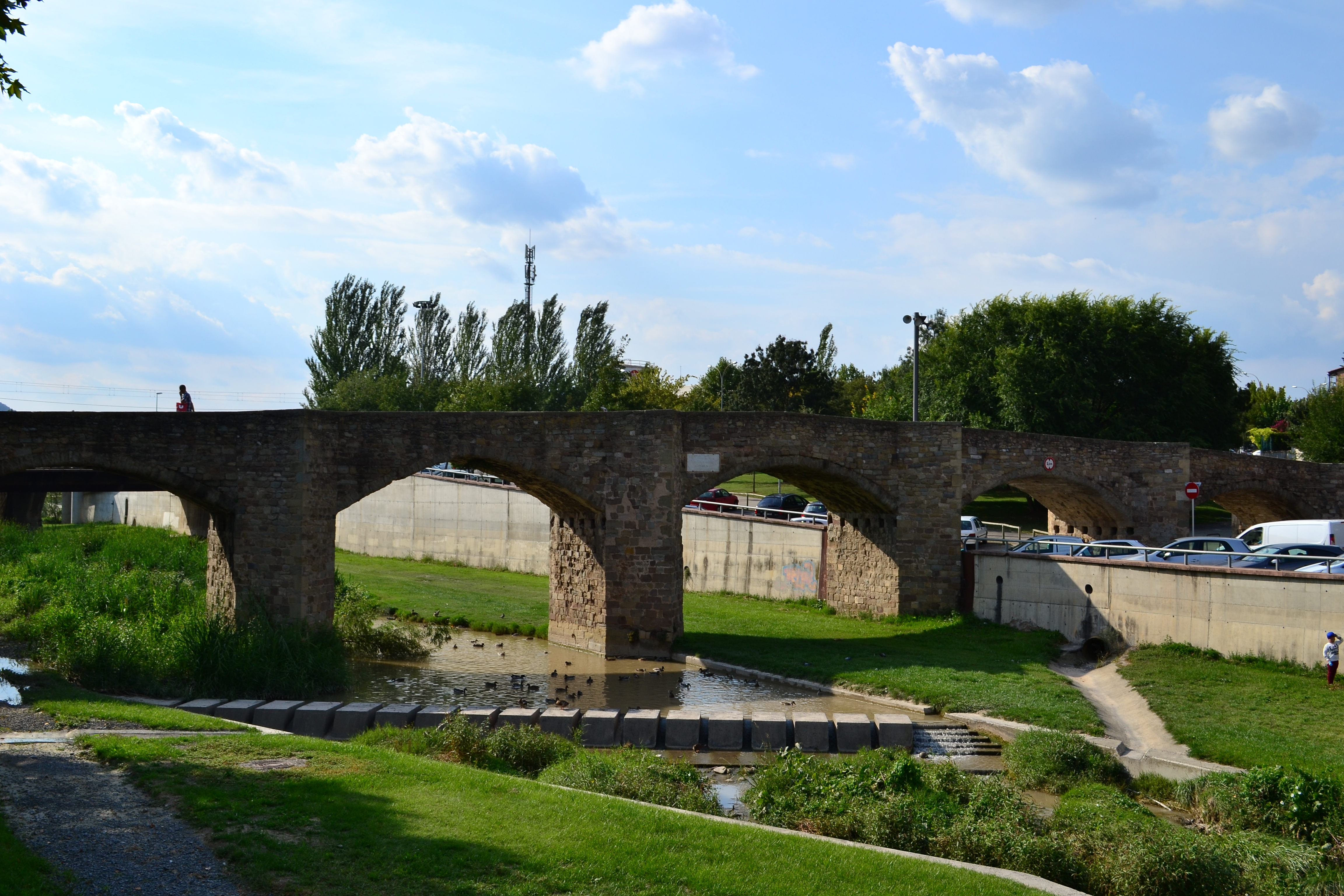
Pont gòtic que va des del carrer del Remei fins al Carrer de Sant Pere

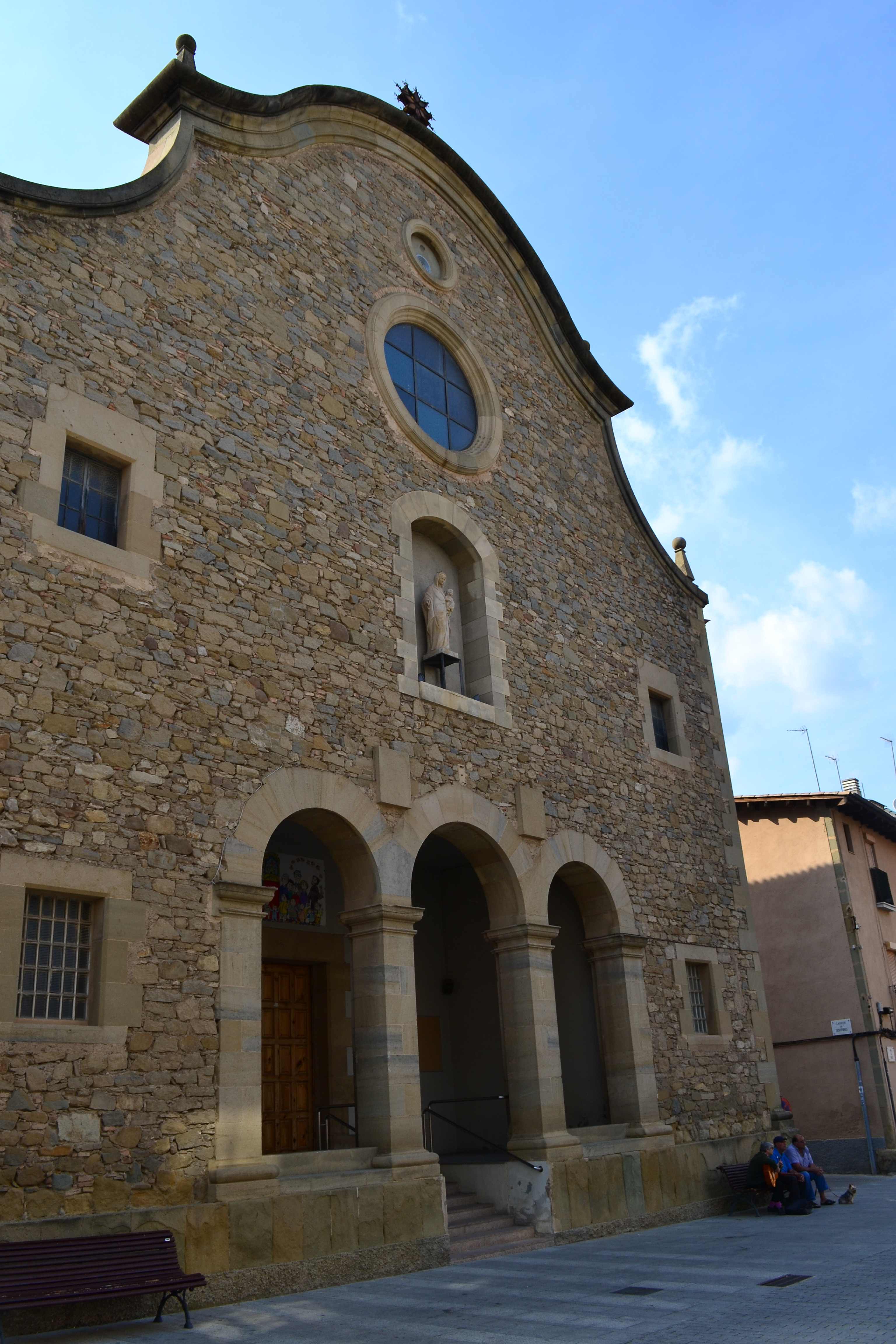
Façana principal de l'església del Remei situada al Carrer del Remei

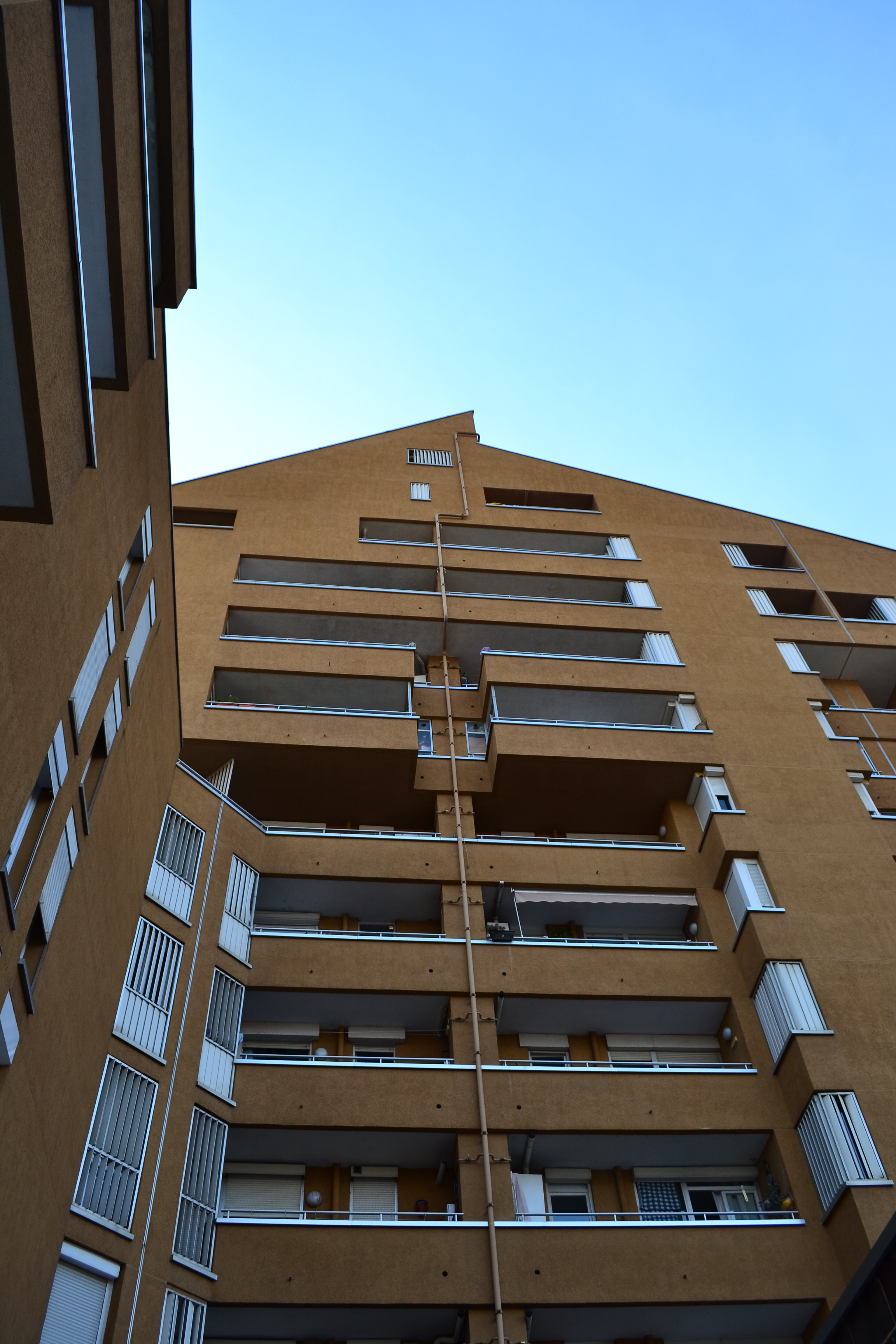
Pisos del Vic2

El barri parteix d'un nucli antic format pel Carrer del Remei, l'església que dona nom aquest carrer i el pont gòtic que actuava com a entrada a la ciutat de Vic pel sud. Abans només hi havia masos i les famílies d'aquests, de mica en mica, es van anar instal·lant al llarg del carrer del Remei. A partir d'aquestes edificacions històriques, als anys 50 es va començar a construir pels voltants en planta d'eixample en quadrícula, per això, hi ha carrers molts amples i rectes que permeten la perfecta circulació de vehicles. La seva tipologia urbana va des de cases adossades i unifamiliars fins a grans edificis, com el Vic2.
La fisonomia del barri ha anat variant en funció de les necessitats de les persones que venien a viure a Vic. Abans tot eren camps, però els últims anys, amb un fort augment demogràfic i urbanístic es van anar construir nous habitatges. Algunes d'aquestes noves construccions trencaven totalment amb el que fins aleshores hi havia: casetes unifamiliars i de pagès.
Un dels últims grans edificis que es van construir va ser el Vic2 i va suposar el principi del detriment en les condicions de les cases de pagès perquè va ser quan van dessecar-ne els pous que tenien.
La Cooperativa d'habitatges Joan XXIII es va crear l'any 1966 per edificar els blocs coneguts per aquest mateix nom. Els pisos no es van fer tots a l'hora, sinó que els anaven fent per blocs. Al final, es van construir tres blocs de seixanta pisos cada un, en total cent vuitanta habitatges, i es va trigar uns nou anys a fer-los tots.

### Pla de barris

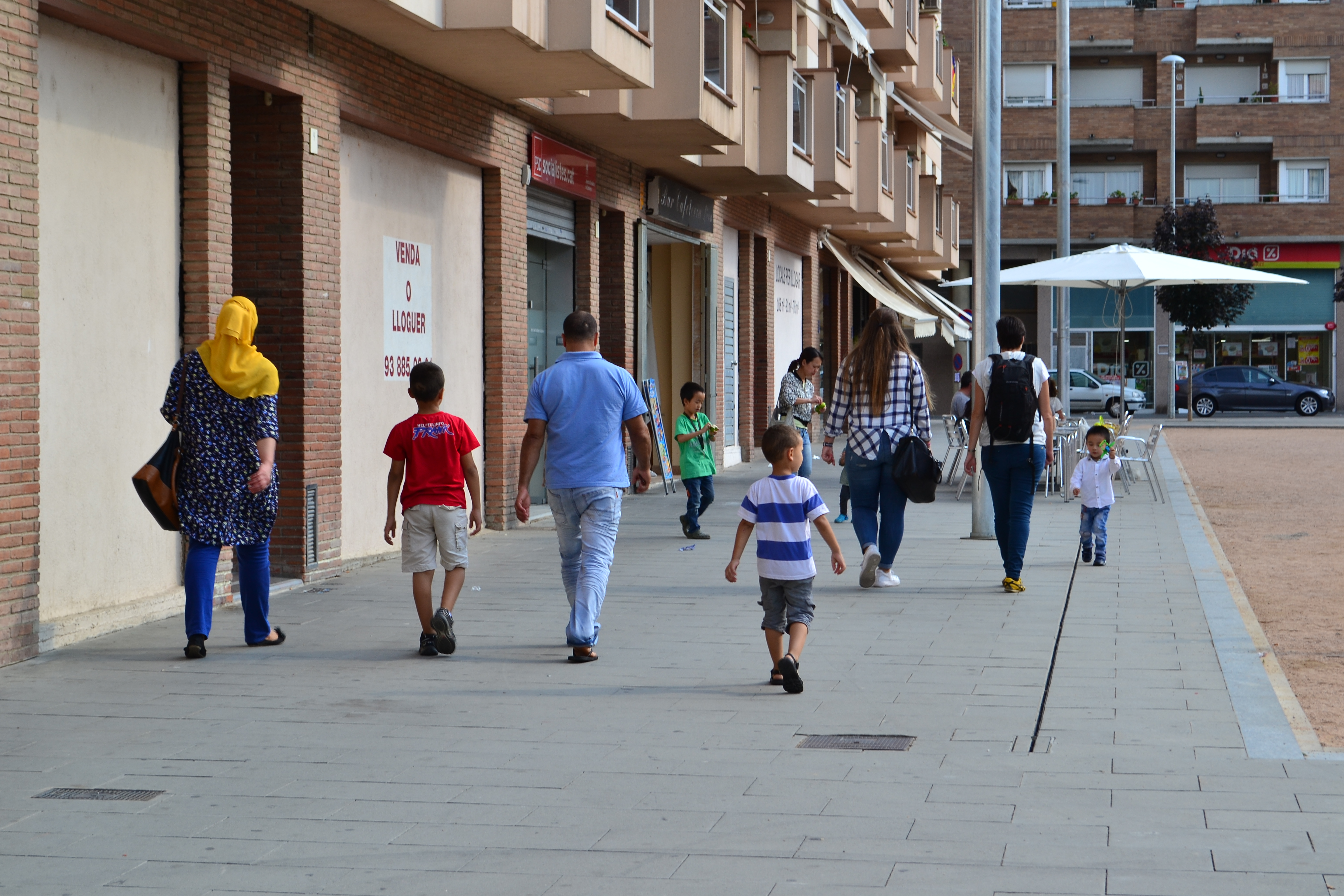
Veïns passejant per la Plaça Tarradellas.

El barri va viure una transformació a partir del Pla de Barris de la Generalitat de Catalunya que a Vic el va promoure l'Ajuntament l'any 2008. Les obres que es van fer per dotar d'un canvi de fisonomia i millorar el Remei van durar dos anys, tot i que encara ara es segueixen modificant algunes coses: pas de vianants alçats des del carrer del Remei fins al pont gòtic, direcció dels carrers, etc. Aquesta nova urbanització va afectar onze carrers del barri del Remei: carrer del Remei, Rambla Josep Tarradellas, carrer Virrei Avilés, carrer del Doctor Candi Bayés, carrer de Manuel Serra i Moret, carrer d'Enric Prat de la Riba, carrer de Joan XXIII, carrer Raimon d'Abadal, carrer Bisbe Strauch, passatge del Pla del Remei, passatge de la Torre de les Pinyes. Un dels grans canvis d'aquesta remodelació, va ser la instauració del sentit únic a tots els carrers aprofitant la planta d'eixample, demanda que feia molt temps que es reclamava des de l'Associació de veïns del Remei. La inversió total va ser de 8,27M€ i algunes de les millores van ser la renovació de tota la instal·lació elèctrica d'enllumenat públic, soterrant i eliminant tots els cables a vista. Es van adequar les canonades de subministrament d'aigua i es van preparar vies d'accés per a futures instal·lacions de xarxes de telecomunicacions, anivellar el carrer amb les voreres del carrer del Remei, convertir en plaça la rambla Tarradelles, etc. La finalització de la transformació urbanística més important va finalitzar amb l'acabament i obertura del Centre Cívic el Montseny, que tot i estar situat al barri dels Habitatges Montseny també dona cobertura a les necessitats del Remei.

## Societat
El barri del Pla del Remei és un dels barris de Catalunya on des de fa anys es manifesta un procés de transformació social, urbanístic i de creixement demogràfic produït en gran manera pels moviments migratoris. Segons dades de l'Ajuntament de Vic, dels 5.795 habitants que hi ha al barri, 3.878 són nascuts a Espanya i 1917 nascuts fora d'Espanya. Un 33% de les persones que viuen al barri són de països majoritàriament extracomunitaris. Tot i que, des de fa dos anys, degut en part a la crisi econòmica, hi ha hagut una pèrdua de població, el percentatge de persones immigrades al barri és de 7 punts per sobre de la resta de la ciutat, que se situa al voltant del 26%.
Els països d'on majoritàriament prové la població estrangera al barri del Remei són: Marroc (584 h.), Ghana(366h), Índia(190 h.), Equador(153 h.), Nigèria(140 h.), i la Xina(108 h.). De la resta de països 376 habitants. Aquestes dades mostren que el Remei és un barri amb una gran diversitat cultural. Tal com diu el document del Pla de Desenvolupament comunitari del Remei, és realment important treballar des d'una perspectiva de treball intercultural, on es fomentin espais de trobada, convivència i la creació de xarxes i suport mutu.
El perfil de persones que viuen en aquest barri és majoritàriament humil, ja que els motius d'emigració dels seus habitants són, en gran part, econòmics. Per tant, parlem d'un barri de classe treballadora des dels seus orígens, ja que els primers habitants eren pagesos. Tanmateix, la qualificació de les feines que fan la majoria de persones del barri és molt baixa perquè es tracta d'un barri a on hi ha un nivell menor d'estudis amb relació a la resta de zones de Vic. Per això, l'impacte de l'atur i les dificultats econòmiques són més fortes i és on s'estan produint més problemàtiques amb la qüestió de l'habitatge.
Religions majoritàries: musulmana, sikh, catòlica, evangèlica, etc.
Diversitat lingüística: català, castellà, amazic, àrab, wòlof, francès, haussa, hindi, anglès, mandarí, etc.

## Vida al barri
El Remei segueix un model residencial amb una forta presència del comerç. Per això, té molta activitat durant el dia, en canvi, durant la nit el barri es mostra molt tranquil. Els veïns es coneixen entre ells i això genera un guirigall de salutacions, gent que s'atura a parlar al mig del carrer aprofitant que han sortit a comprar, nens que juguen a pilota, etc. Abans els nens i nenes feien molta vida al carrer, com a la majoria de pobles. Actualment, sorprèn com hi continuen jugant sense gaire supervisió dels pares, transportant-te a aquells anys d'infantesa, com si es repetissin els mateixos costums.
La vida al barri del Remei sempre ha estat marcada per un fort caràcter d'autosuficiència envers el centre de Vic perquè sempre han tingut els seus propis recursos per sobreviure sense haver de sortir-ne, com si es tractés d'un poble a part. Potser per aquest motiu, la gent del Remei, com la majoria de persones que viuen als barris del Vic Sud, quan van al centre de la ciutat en diuen anar a Vic.
Entre els anys 85 i 93 hi va haver una galeria d'art que es deia La Celleria i estava situada al Vic2. Aquest espai va funcionar com a lloc de trobada dels joves del barri que volien un lleure cultural de qualitat.
Als anys 50 hi havia diferents comissions de festes en el que avui englobaríem com a barri del Remei. La comissió del Remei només organitzava actes al carrer del Remei però al cap de pocs anys, es van unir totes per formar una de sola comissió de festes. Les festes del Remei anaven agafant cada cop més força i fins i tot un any van preparar xocolata desfeta per a quatre mil persones segons recorda una veïna al document del pla de barris. La majoria d'actes de les festes es feien davant de l'església del Remei fins que, responent a les queixes dels veïns, van anar descentralitzant-los per fer actes a diferents llocs del barri. Alguns dels actes es van portar a terme als Habitatges Montseny perquè hi havia molta relació entre un barri i l'altre. En aquesta època també hi havia altres activitats a banda de les que sempre es feien: un envelat, correbous, sardinada, caminada, trobada de gegants.

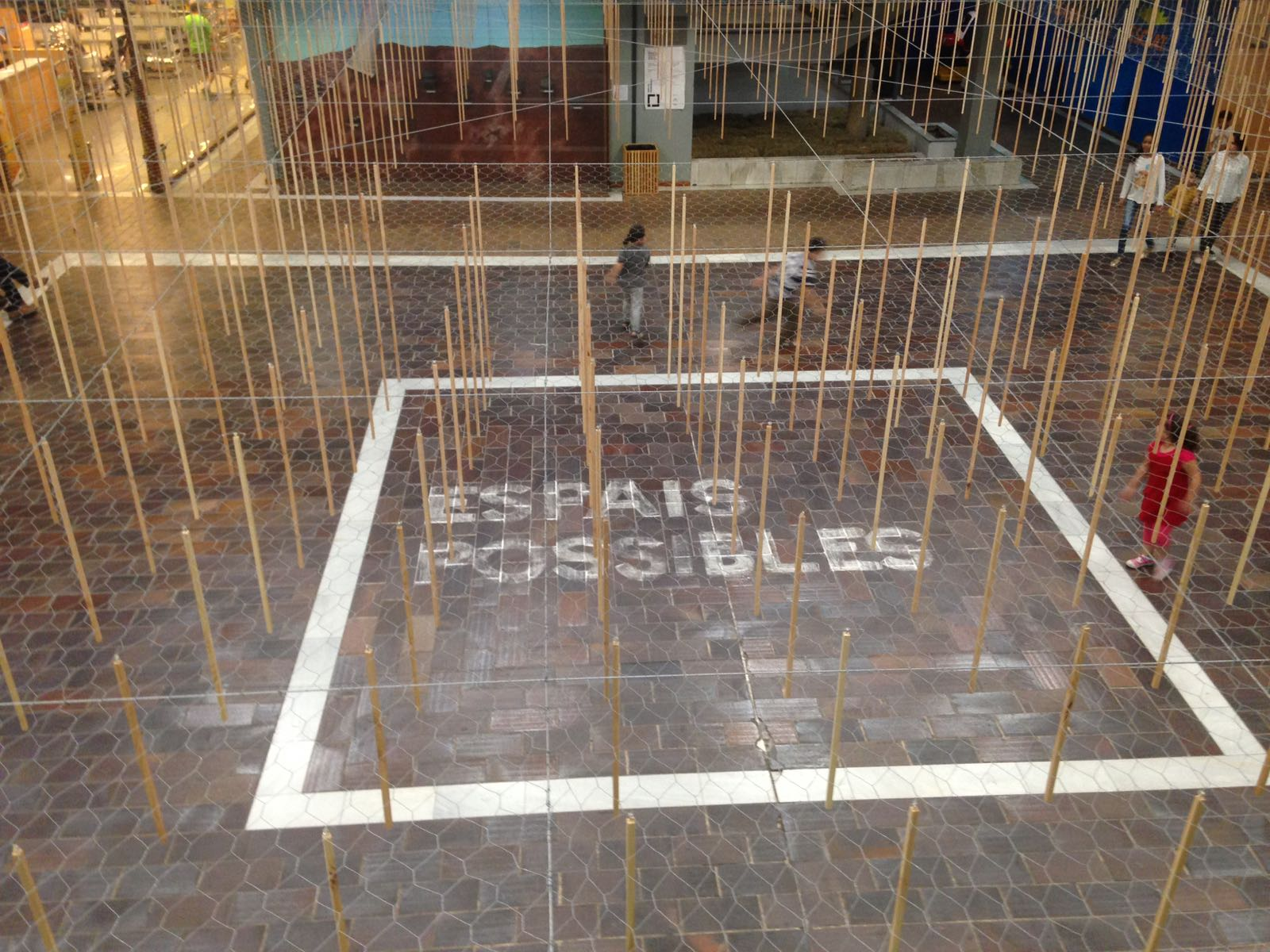
Plaça Pilarín Bayés, situada a l'interior del Vic2.

La plaça de Pilarín Bayés, a l'interior del Vic2, era un espai de trobada i aglutinador d'activitats al barri. Actualment, només s'utilitza com a lloc alternatiu en situacions de mal temps quan hi ha actes programats al carrer. Aquesta plaça està situada dins de les galeries comercials del Vic2.

### Comerç

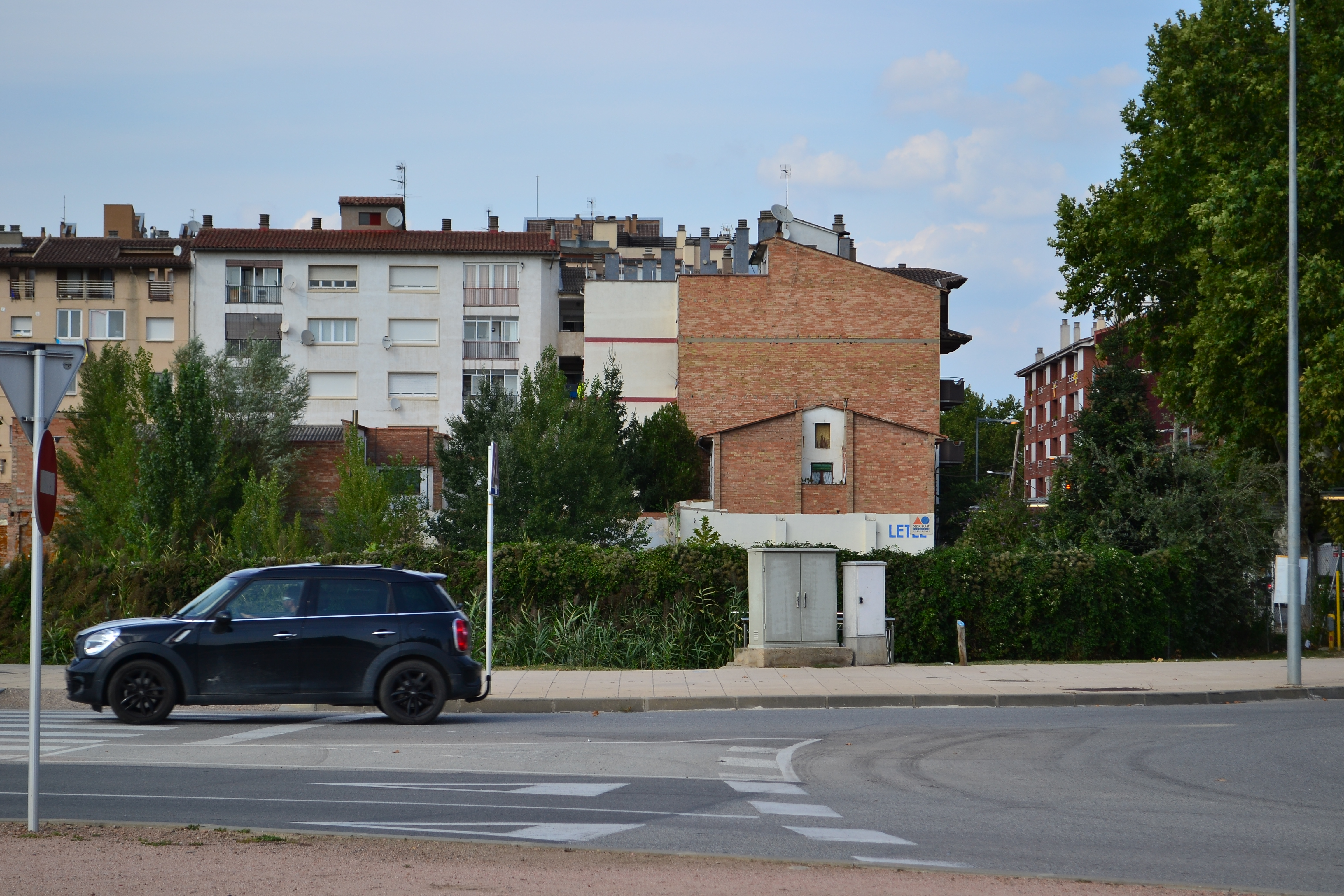
Localització a on hi havia la fàbrica Letel. Ara és un terreny sense edificar.

Abans hi havia molta pagesia que va anar quedant suplantada arran del creixement urbà que es va viure. Va ser quan va començar a agafar força la presència del comerç al barri. Una veïna explica que anaven a buscar llet de cabra a casa d'un pagès del barri. Aquest veí va posar una cansaladeria i va acabar repartint embotits amb una furgoneta. Als anys seixanta i setanta hi havia moltes botigues al barri: Can Fontarnau i Can Mundons de queviures, Ca l'Engràcia de tabacs, Can Gamisans era la merceria, Can Santa era el celler, Ca la Peluda era un bar-celler, Can Caralt era la taverna, etc. També hi va haver una fàbrica de llet, la Letel. D'aquesta manera, la majoria de veïns no havien d'anar al centre per anar a comprar i sovint, només hi anaven els dies de mercat a la plaça Major. Algunes de les botigues que es trobaven a faltar eren les dedicades a la confecció de roba. Va sorgir l'Associació de comerciants Remei-Estadi que actualment es diu Unió de comerciants del Remei - Estadi i està format per uns 300 establiments.
Actualment, continua sent un barri molt actiu comercialment tot i que el perfil d'establiments ha anat canviant a noves fórmules. Les botigues històriques han anat tancant i moltes de les persones nouvingudes han obert diversitat d'establiments: botigues de queviures originaris de països africans i asiàtics, botigues de productes de la Xina, supermercats, botigues de roba econòmica, perruqueries africanes, carnisseries musulmanes, etc.
Des de fa uns quants anys, el barri del Remei-Estadi també té el seu pròpi mercat setmanal. Aquest és els diumenges al matí al Passeig de la Generalitat i, sobretot, hi ha parades d'alimentació (producte fresc) i roba. En aquest mateix emplaçament, el primer diumenge de cada mes, s'hi suma el mercat dels sentits amb productes artesanals i flors.
Actualment també es duu a terme un mercat, aquest es realitza cada diumenge. Aquest mercat es realitza al barri del Remei encara que els botiguers del barri i la PxC Arxivat 2016-01-09 a Wayback Machine. estan en contra.

### Entitats
El Remei sempre s'ha caracteritzat per ser un dels barris a on hi ha hagut més iniciatives veïnals, algun d'aquests exemples que encara perduren és l'Associació de Veïns (AVV Remei). Abans era la comissió de festes fins que l'any 1982 es va constituir oficialment com a associació. Des de la seva creació sempre va fer molta pressió per garantir millores al barri. Una de les primeres experiències d'aquestes reivindicacions va ser una recollida de firmes que van per demanar una solució al fum que treia la xemeneia de la Letel. Aquest fum feia molta pudor i ennegria la roba estesa dels veïns. Una altra de les propostes històriques va ser la demanda d'un sol carril de circulació.

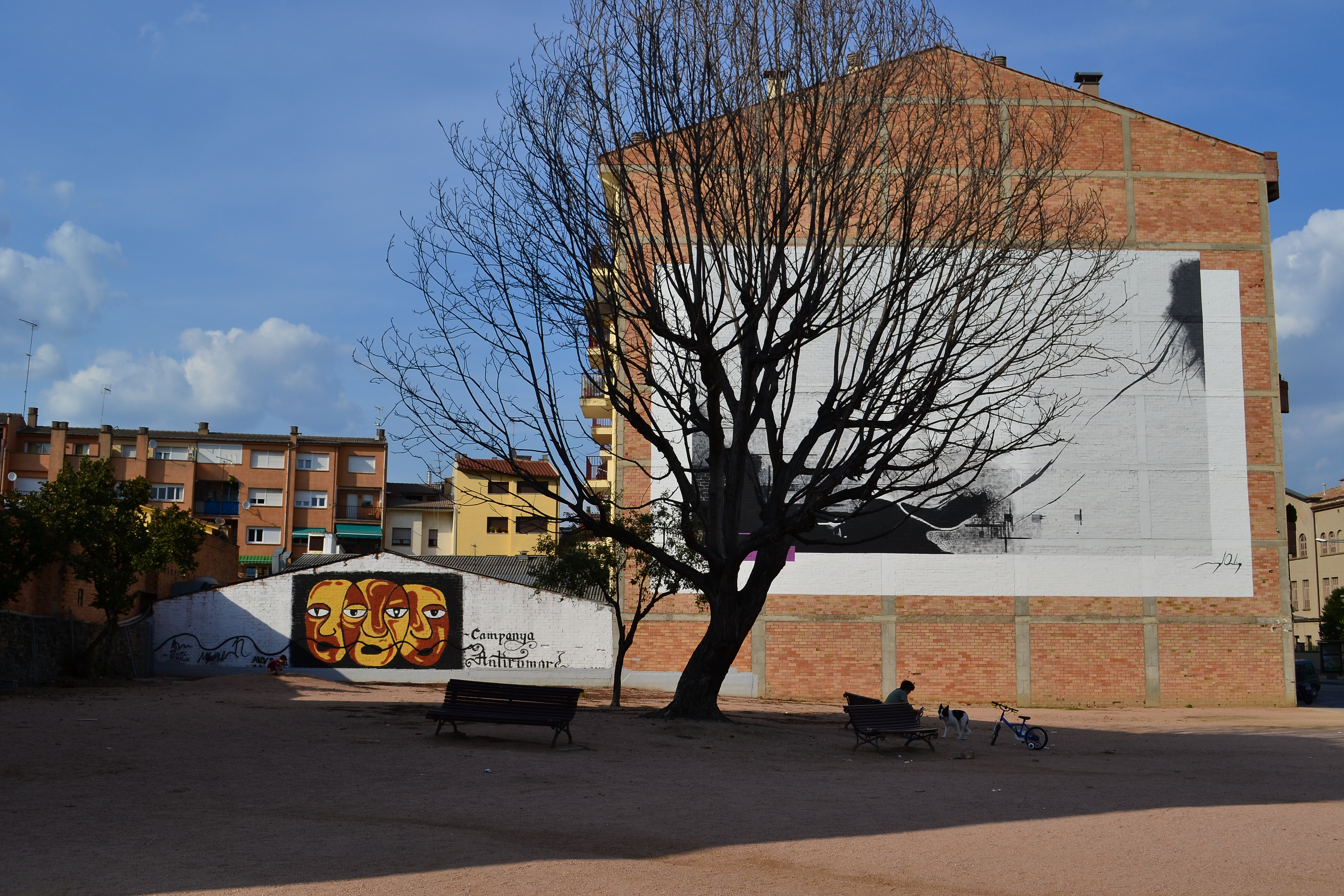
Mural artístic pintat pel grup de Teatre Antirumors de Vic, a la plaça de la Noguera.

Altres entitats del barri serien: el grup de Teatre Anti-rumors, la Coral del Remei que funciona des de l'any 1989, l'Associació de comerciants Remei-Estadi (UCRE), l'Agrupament escolta Collformic format fa tres anys per un grup de joves amb inquietuds socials i amb experiència dins del món del lleure, la Unió de Pagesos,etc.
Hi ha entitats que no estan formades estrictament al barri del Remei però que, sobretot els últims anys, han realitzat intervencions en aquesta zona de la ciutat: la Plataforma d'Afectats per la Hipoteca (PAH), Unitat Contra el Feixisme i el Racisme (UCFR), etc.
També hi ha set entitats formades per col·lectius de persones immigrades de les quals tres són de Ghana (Associació de ciutadans de la regió de Brong‐Ahafo de Ghana residents a la comarca d'Osona Arxivat 2016-03-03 a Wayback Machine., Associació Krobea Asante Kotoko, The Apóstoles Continuation Church International), una del Senegal (Associació Fuladuu Union Fulbe Immigrants Senegal), una del Marroc (AFUFIS), una formada per membres de diferents poblacions africanes (African Muslims Cultural From African Countries) i una d'Equador (Asociación de Ecuatorianos de la comarca de Osona). Aquestes associacions es van formar amb la intenció d'ajudar a les persones nouvingudes amb temes relacionats amb els papers, la feina i l'habitatge però també per apropar les seves cultures amb la d'aquí facilitant l'intercanvi i la cohesió.

### Festes
Les festes del barri han estat sempre molt participatives. La Festa Major del Remei, més gran o més petita, sempre s'ha anat fent gràcies a la comissió de festes del barri. Aquesta se celebra entre la primera i la segona setmana de setembre. Actualment, la comissió de festes està formada en gran part per membres de l'Associació de veïns del Remei amb la col·laboració d'altres entitats de la zona i persones a títol individual. Les activitats que mai han faltat són: la missa, la xocolatada, els jocs de cucanya, el cafè concert, les sardanes, el correfoc, el ball de tornaboda i la cercavila dels gegants. Els últims anys, s'han incorporat algunes activitats i altres s'han modificat per dotar-les d'un caràcter més inclusiu amb la diversitat cultural que ofereix el barri.
Per altra banda, el febrer, L'Associació de comerciants Remei-Estadi organitza un carnaval amb una cercavila pels carrers del barri. Anys enrere es feia un concurs dels capgrossos que els nens i nenes portaven fets de casa.

## Serveis

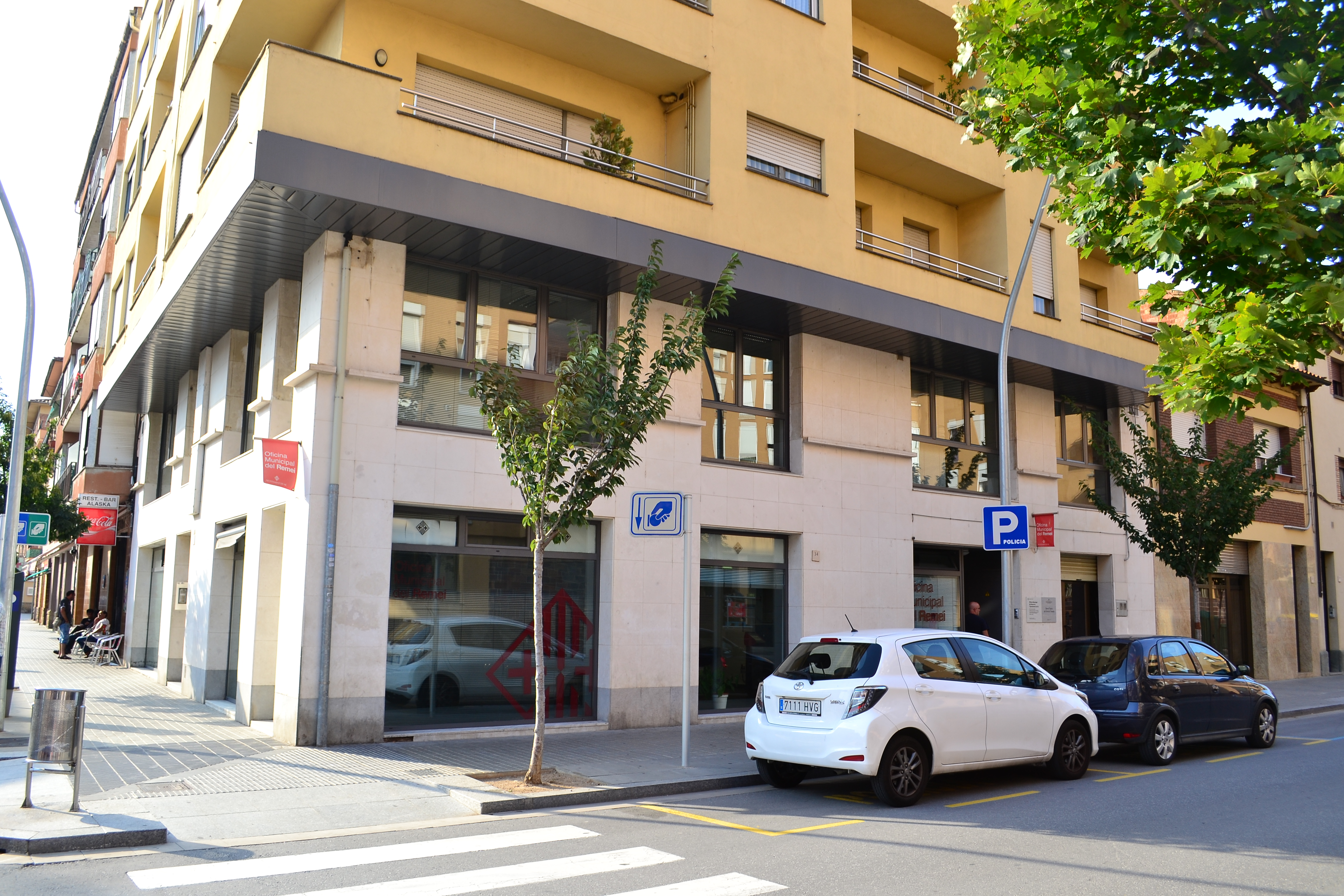
OAC del Remei

El barri del Remei disposa de diferents equipaments, públics i privats. Alguns dels més rellevants pel barri són aquests: 
- L'Oficina Municipal del Remei (OAC-Oficina d'Atenció al Ciutadà) que es va obrir l'any 2007 estava pensada com un espai que facilités la relació amb el barri i fes un exercici de descentralització administrativa municipal. En aquesta oficina, també hi ha els Serveis Socials del Remei, el Servei Local d'Ocupació, els Agents Cívics, etc.
- EAP Vic (Equip d'Assistència Primària de Vic) és el que es coneix com a CAP del Remei.
- ETC Vic és un espai de teatre, música i cinema. Algunes de les iniciatives que acull permanentment són: el Cineclub Vic, Ventall Teatre i l'Associació de veïns del Remei.

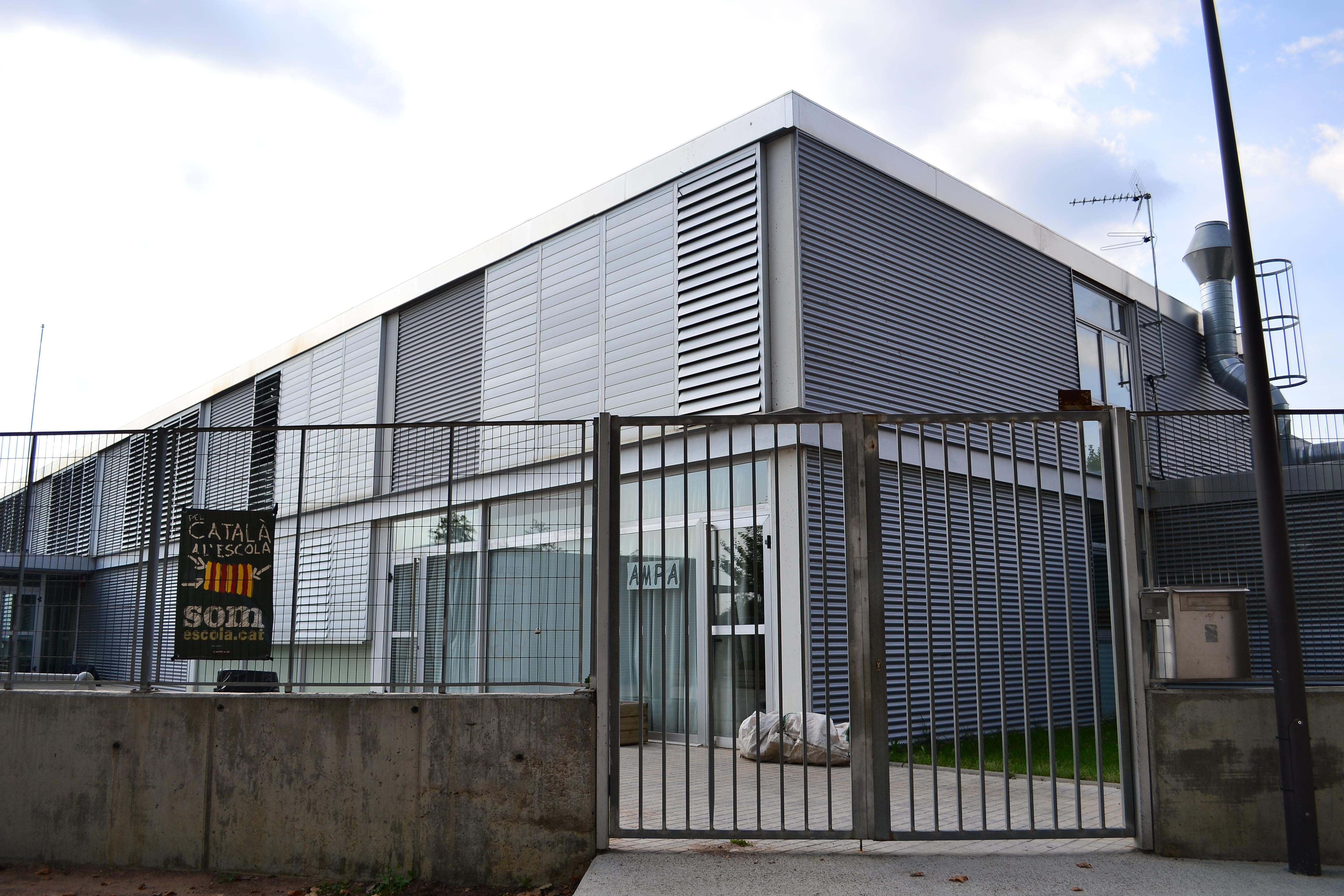
Escola municipal La Sínia

- FADO[19] (Fundació Assistencial d'Osona) és un centre de dia per a persones grans situat a on abans hi havia el convent dels franciscans del Remei i d'aquest n'ha conservat les voltes. És conegut popularment com a Club Sant Jordi.
- L'Escola La Sínia és un referent d'inclusió social i acolliment de nens i nenes amb famílies de diferents orígens culturals que busca un intercanvi entre els diferents agents que intervenen en l'educació fent així un treball comunitari.
- No hi ha un centre cívic ni una biblioteca pròpia, però per proximitat al Remei li correspon el Centre Cívic del Montseny (http://www.vic.cat/ccvic/el-montseny)

## Notícies
- http://el9nou.cat/osona-ripolles/actualitat/economia/augmenta-el-nombre-de-locals-buits-al-remei-estadi-i-a-leixample-morato/
- http://www.naciodigital.cat/osona/noticia/49282/denunciats/dos/joves/fer/pintades/al/barri/remei/vic?rlc=a2
- http://www.naciodigital.cat/osona/noticia/51515/barri/remei/vic/esta/festa/major
- Per a més informació:
- http://www.laplanaweb.com/noticies-osona/barri-remei/%5BEnllaç+no+actiu%5D
- http://el9nou.cat/osona-ripolles/